# Újezdec (Syřenov)
Újezdec je malá vesnice, část obce Syřenov v okrese Semily v Libereckém kraji. Nachází se asi 1,5 kilometru jihozápadně od Syřenova.
Újezdec leží v katastrálním území Syřenov o výměře 5,45 km². Zástavba vsi je od roku 2004 chráněna v rámci vesnické památkové zóny.

## Historie
První písemná zmínka o vesnici pochází z roku 1607.

## Pamětihodnosti
- Zřícenina hradu Bradlec
- Usedlost čp. 6